# Estádio Eugênio Antônio Bitti
Estádio Eugênio Antônio Bitti – stadion piłkarski, w Aracruz, Espírito Santo, Brazylia, na którym swoje mecze rozgrywa klub Esporte Clube Aracruz.
Mógł pomieścić 3800 osób, ale po remoncie i budowie kolejnych trybun w maju 2012 r. pojemność zwiększyła się do 5058 osób, aby gościć mecze finałów Mistrzostw Capixaba 2012, w którym Esporte Clube Aracruz został mistrzem.
W 1956 roku, dzięki darowiźnie Eugênio Antônio Bittiego, Aracruz otrzymało teren o powierzchni ponad 29 tys. m² pod budowę swojego boiska, zwanego przez lata Stadionem Bambusowym, ze względu na całkowite otoczenie go wspomnianą rośliną. Pod koniec lat 80. odbywały się tu mecze amatorskie, głównie z ówczesnym rywalem – Mariano. Obecnie stadion należy do gminy Aracruz.